# Carl Friedrich Hampe

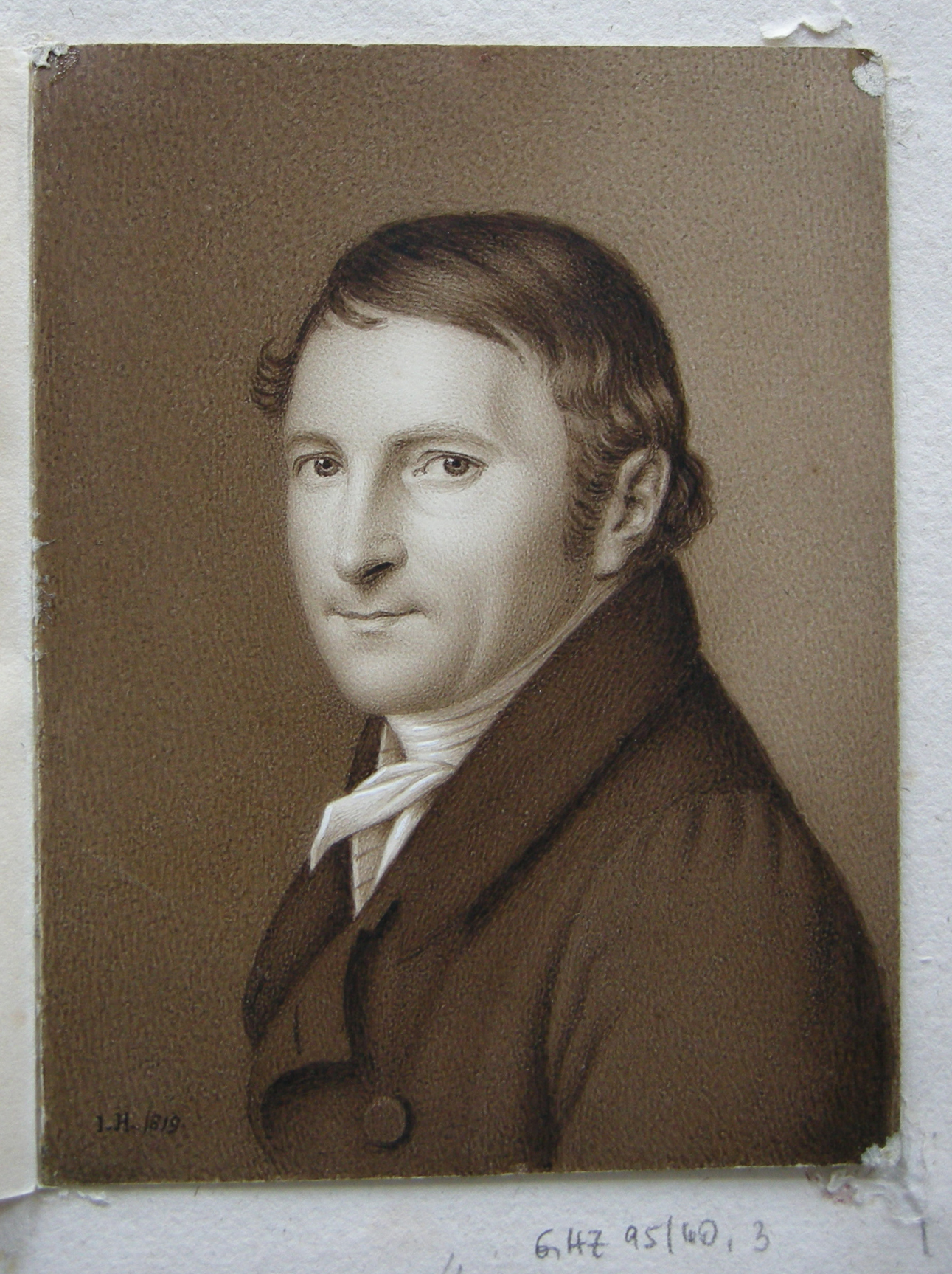
Karl Friedrich Hampe von Johann Heusinger 1820 für den Berlinischen Künstlerverein

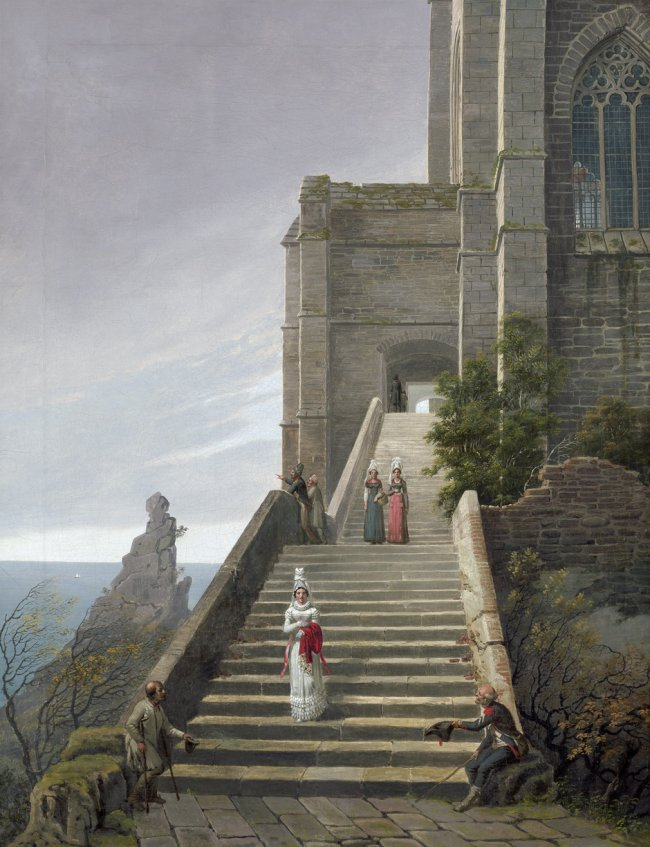
Gotische Kirche am Meer, 1816

Carl Friedrich Hampe (* 13. Juli 1772 in Berlin; † 29. Dezember 1848 ebenda) war ein Maler und Zeichner der deutschen Romantik.
Carl Friedrich Hampe wurde 1788 als Schüler in die Preußische Akademie der Künste aufgenommen; dort wurde er von 1790 bis 1794 von Johann Gottfried Niedlich und später von Johann Christoph Frisch sowie Johann Friedrich Wilhelm Wagner unterrichtet.
1796 wurde die Kupferstichserie Scenen aus dem siebenjährigen Kriege nach seinen Vorlagen veröffentlicht; 1798 erregte er mit einem Doppelporträt des preußischen Königpaars, Arm in Arm durch das Brandenburger Tor promenierend Aufsehen. Versuche, selbst Kupferstiche anzufertigen, verliefen nicht erfolgreich.
Ab 1810 präsentierte er auf den Akademieausstellungen regelmäßig Ölgemälde, meist mit mittelalterlicher Architektur, womit er zu den frühesten Vertretern der Gattung der Berliner Architektur- und Interieurmalerei gehörte.
Hampe war ein Autodidakt, er unternahm zahlreiche Fußreisen, u. a. nach Schlesien, Böhmen, in den Harz, um alte Bauwerke zu besichtigen. Der Einfluss Karl Friedrich Schinkels ist bei Hampes Architekturkompositionen deutlich zu erkennen.
Im Jahre 1816 nahm ihn die Akademie als ordentliches Mitglied auf; 1823 wurde er dort Lehrer an der akademischen Zeichenschule, 1825 Professor und Inspektor der Akademie, 1828 Senatsmitglied.
Die Werke Hampes sind größtenteils verschollen, es haben lediglich vier historisierende Genredarstellungen im Besitz der Stiftung Preußische Schlösser und Gärten Berlin-Brandenburg überdauert. 2013 zeigte die Galerie Bassenge in Berlin sein Werk Gotische Kirche am Meer.